# Бройнлинген
Бройнлинген (нем. Bräunlingen) — город в Германии, в земле Баден-Вюртемберг. 
Подчинён административному округу Фрайбург. Входит в состав района Шварцвальд-Бар.  Население составляет 5969 человек (на 31 декабря 2010 года). Занимает площадь 62,10 км². Официальный код  —  08 3 26 006.
Город подразделяется на 5 городских районов.